# Nauaghia
Koordinaten: 31° 56′ N, 20° 10′ O
Nauaghia (auch an Nawwaqiyah, arabisch النواقية, DMG an-Nauwāqīya) ist eines der arabischen Siedlungszentren des Landes Libyen und befindet sich in der Region Kyrenaika im Munizip Bengasi. Im Jahre 2006 hatte der Ort 2.316 Einwohner. Sie war in dieser Zeit auch ein Basisvolkskongress.
Während der italienischen Kolonialzeit war Nauaghia Teil der Strecke der Ferrovia Bengasi-Soluch.